# StayReal
StayReal 是由臺灣樂團五月天主唱阿信與臺灣知名插畫家不二良共同創立的潮流品牌。2007年成立至今，事業版圖除了臺灣，在中國大陸、香港、東京均有設點，共有20多家門市。2011年起開設連鎖品牌咖啡廳「StayReal Café」。
2021年因營運不佳收了許多店面及百貨專櫃，更撤出東京原宿市場。

## 品牌名稱
- StayReal：也存在「STAYREAL」（全字母取大寫）及「Stayreal」（字母r取小寫）的寫法。取自「Stereo」諧音，有雙聲道般之立體感的涵義。同時，將「Stay」和「Real」分開解讀，也有「保持本真」之義。[4]
- 時代銳兒：取自品牌英文名稱「StayReal」的中文諧音。該名稱最早作為2017年的愚人節玩笑出現在不二良的新浪微博上。不二良開玩笑稱品牌名稱將從英文「StayReal」改為中文「時代銳兒」，維持時間為2017年4月1日一天。[5]然而，2018年品牌11週年慶的時候，「時代銳兒」依然有作為中文名稱在品牌宣傳材料上出現。[4][6]

## 背景
2014年由南韓團體FTIsland擔任亞洲區年度代言人，成為第一個以韓團代言的台灣潮流品牌 ；2015年則由CNBLUE擔任。
2016年，「STAYREAL Café」和李宗盛創立的吉他品牌「Lee Guitar」於上海新天地開設合作品牌「有練 Sweat & Tears」複合式咖啡店。
2019年1月，複合品牌早午餐店「扶瑞號（FULL REAL）」的首間門市於上海來福士廣場開幕，惟因租約期滿於2020年3月26日結業。
2019年8月，宣布「StayReal Café」的創始店敦南店將搬遷；同年8月31日，該店以新忠孝店於臺北東區重新開幕。
2021年8月，StayReal Café結束營業，STAYREAL東京原宿店結束營業。

## 設計師
- 五月天阿信
- 不二良
- Kea（CROXXBONES）
- NewNew（ROCKCOCO）

## 品牌大使
StayReal
- 許光漢（2017－2019年）

ROCKCOCO
- 孟耿如（2015年）
- 凱莉（2016年）
- 簡廷芮（2018年）
- 吳心緹（2019年）
- 林志玲（2020年）
- 林玟誼（2021年）
- 林莎（2022年）

主理人阿信 PL@N A 系列
- 黃霆睿（2021年）

## 款式
| - Mousy 小鼠系列 - Real Thing Print T 擬真系列 - Crossover Design Collection 聯名系列 - KEA（CROXXBONES）系列 - ROCKCOCO系列 - Straw Beary 系列 - Kenny（Molly）系列 - Ning 系列 - COOL BEAR機能系列 - REAL潮流穿搭新公式 - 情人節特輯－YOU+ME=LOVE - NO FUN NO LIFE 幽默專賣店 - CHILL PARK 溜公園 - STAY WILD＆STAY SIMPLE - STAY WILD春夏系列 - 音樂時光機 - Color Your Life多色系列 - S Basic Series - Stay Natural - REAL系列 - SMILE MORE 笑臉系列 | - 小童系列 - SR 店慶系列 - SR 週年紀念系列 - 定番系列 - 小宇宙系列 - SR 經典重現 - PLS點線面 微大人企劃 - 都會行者系列 - MOUSY 鼠小小 - 主理人阿信設計款 PLAN A系列 - 丹寧時尚 - 演唱會特別企劃 - 熬夜貓頭鷹系列 - 潮流防護系列－口罩 - 🐯2022｜開運虎呼 - 特別企劃-好久不見 - 吼!2024龍年開運限定系列 |

## 聯名系列
| 電影 - 復仇者聯盟 - 星際大戰 人物 - flumpool - LM.C - CNBLUE - 蜷川實花 - 蔡康永 - Jun Watanabe - 黃渤 - 林志玲 - 林心如 - The Beatles - 凱斯·哈林 - 披頭四 - NOBODY（與周星馳聯名） - Matthew Langille 品牌 - 可口可樂 - 麥當勞 - Disney - Levi's - 加倍佳 - G-Shock / Baby－G - Timberland - BÉBÉ POSHÉ - 台灣潮牌 STAGE（羅志祥創辦） - 植村秀 - Reebok - PHANTACi（周杰倫創辦） - CROXXBONES（與怪獸聯名） - Carebears彩虹熊 - socks appeal®x SML - Stojo - TEVA - QUALY - OTOTO - ROMANE - 石塚硝子 | 動畫與卡通 - 哆啦A夢 - 新世紀福音戰士 - Hello Kitty - 史努比 - 海綿寶寶 - 辛普森家族 - Pokemon - 蛋黃哥 - Kakao Friends - 蠟筆小新 - 櫻桃小丸子 - 藍色小精靈 - 酷企鵝 - 嚕嚕米 - 樂一通 - 熊熊遇見你 - 雙星仙子 - 三麗鷗 - 大耳狗 - 布丁狗 - 美樂蒂 - 庫洛米 - 企鵝家族 - 芭比 - 鬼馬小精靈 通訊軟體 - LINE(LINE FRIENDS) 遊戲 - 傳說對決 電視 - 芝麻街 文學 - 奇先生妙小姐 - 小王子 - 威利在哪裡? 插畫家 - OSAMU GOODS（原田治創辦） 展覽 - STAY REAL DREAMS 一克拉的夢想 - 我是細路 - StayReal LIFE #在場證明 特展 - STAYREAL PARK |

## 門市

### StayReal 直營門市
| 臺灣 - 誠品生活西門店 - 忠孝旗艦店 - 新光三越台北信義 A11 店 - 環球中和店 - 板橋大遠百店 - MOP林口店 - 遠百竹北店 - 中友百貨店 - 台中三井店 - 高雄夢時代店 香港 - 尖沙咀店 | 中國大陸 - 北京西單大悦城店 - 上海新天地店 - 上海來福士店 - 上海 iapm 店 - 武漢中百店 - 成都 IFS 店 - 廣州太古匯店 - 廣州天環店 - 杭州湖滨银泰 in77 店 - 深圳萬象天地店 - 廈門萬象城店 |

| - 上海 iapm 店 - 高雄漢神巨蛋店 | - 有練 Sweat & Tears - FULL REAL 扶瑞號 |

## 出版書籍
| 出版日期（首刷） | 名稱                                           | 作者           | 備註 |
| ---------------- | ---------------------------------------------- | -------------- | ---- |
| 2012年2月24日    | Stairway to Heaven 蜷川実花 × 阿信：天堂影像書 | 蜷川実花、阿信 |      |
| 2013年9月6日     | 九命人2013經典復刻版                           | 阿推、阿信     |      |

## 演唱會
- 主辦單位：StayReal
- 協辦單位：相信音樂、必應創造

| 時間          | 名稱                                     | 地點           | 附註                                    |
| ------------- | ---------------------------------------- | -------------- | --------------------------------------- |
| 2017年9月3日  | STAYREAL #在場證明 10週年音樂派對 上海場 | 上海世博展覽館 | with 八三夭、鼓鼓、蔡依林、林俊傑、怪獸 |
| 2017年9月29日 | STAYREAL #在場證明 10週年音樂派對 台北場 | Legacy Max     | with 八三夭、鼓鼓、瑪莎                 |

## 外部連結
- （繁體中文）官方网站
- （繁體中文）StayReal的Facebook專頁
- （繁體中文）StayReal Café的Facebook專頁
- （繁體中文）StayReal的Instagram帳戶
- （繁體中文）StayReal Café的Instagram帳戶
- （中文）StayReal的新浪微博
- YouTube上的StayReal頻道